# Paramycodrosophila nakamurai
Paramycodrosophila nakamurai är en tvåvingeart som beskrevs av Toyohi Okada 1973. Paramycodrosophila nakamurai ingår i släktet Paramycodrosophila och familjen daggflugor. Inga underarter finns listade i Catalogue of Life.